# Station Misasagi
Station Misasagi (御陵駅, Misasagi-eki) is een spoorweg- en metrostation in de wijk Yamashina-ku in de Japanse stad  Kyoto. Het wordt aangedaan door de Keishin-lijn (Keihan) en de Tōzai-lijn (Metro van Kioto). Het station heeft in totaal vier sporen, gelegen aan een twee eilandperrons. Beide eilandperrons bevinden zich op een andere verdieping.

## Lijnen

### Keihanen deMetro van Kioto
Het station heeft het stationsnummer T08. 
| 1 | ■ Tōzai-lijn   | richting Kioto Shiyakusho-mae, Karasuma Oike en Uzumasa Tenjingawa (Tōzai-lijn vanuit Rokujizō)   |
| 2 | ■ Tōzai-lijn   | richting Kioto Shiyakusho-mae, Karasuma Oike en Uzumasa Tenjingawa (Keishin-lijn vanuit Hamaōtsu) |
| 3 | ■ Tōzai-lijn   | richting Yamashina en Rokujizō                                                                    |
| 4 | ■ Keishin-lijn | richting Shinomiya en Hamaōtsu                                                                    |

## Geschiedenis
Het treinstation werd in 1912 geopend. In 1925 en 1997 werd het station verbouwd. In 1997 werd het station een halte aan de Tōzai-lijn.

## Overig openbaar vervoer
Bussen van Keihan.

## Stationsomgeving
- Graf van keizer Tenji
- Genkei-tempel
- Honkoku-tempel
- Farmaceutische Universiteit van Kioto
- 7-Eleven

Rokujizō · Ishida · Daigo · Ono · Nagitsuji · Higashino · Yamashina · Misasagi · Keage · Higashiyama · Sanjō Keihan · Kyoto Shiyakusho-mae · Karasuma Oike · Nijōjō-mae · Nijō · Nishiōji Oike · Uzumasa Tenjingawa